# 殷景仁
殷景仁（390年—441年1月7日），一名鐵，陳郡長平人。中国南朝宋政治人物，受宋文帝重用，官至揚州刺史、尚書僕射。晉太常殷融曾孫。

## 生平
殷景仁年輕時即得司徒王謐認為他有大成之量，將女兒嫁給他。初為劉毅後軍參軍，後轉太尉行參軍, ，後屢次轉職，至太子中庶子。宋少帝即位後召其為侍中，但景仁多番辭讓，遂改黃門侍郎，不久轉任左衞將軍。元嘉元年（424年）宋文帝即位後對景仁加以重用，讓其以侍中兼左衞將軍，與謝弘微、王華、王曇首及劉湛並稱五臣，並與當時同為侍中的王華、王曇首及劉湛皆以才幹及器度，同升門下而名揚當時，無人可比。元嘉三年（426年），文帝出討荊州刺史謝晦，景仁更與司徒王弘共掌留事，事後替代到彥之改兼中領軍。
後殷景仁喪母，母親下葬後即獲任命為領軍將軍。景仁以丁憂辭讓，文帝遂命綱紀前去代景仁拜官，更讓中書舍人周赳開車接載。元嘉八年（431年），因王華及王曇首已死，景仁以人才凋零為由勸文帝召時任撫軍長史、南蠻校尉的劉湛回朝。元嘉九年（432年），守喪期完結，景仁遷護軍將軍、尚書僕射。原本劉湛因景仁而得還朝內並受重用，且與其素有交情，二人一開始關係甚好。然而因景仁升任尚書僕射，專掌要職，劉湛就甚為妒忌，反認為是要排擠他，故聯結其時主政的司徒、揚州刺史、彭城王劉義康，想籍義康的力量除去景仁，得享專任。但文帝卻極度信任景仁，於元嘉十二年（435年）讓景仁兼本職進任中書令，不久更讓他以尚書僕射領吏部，權力更大。劉湛更加憤恨，義康亦在劉湛影響下屢次向文帝中傷景仁，但文帝對景仁的信任不減反加。景仁見劉湛如此對他，曾對親近說：「引他進來，便要咬人。」於是主動稱病解職。文帝屢次拒絕，反讓他留家養病，派黃門侍郎前往侍疾。劉湛見此更欲派人殺害景仁，文帝知道後特別改西掖門外的晉鄱陽公主府為護軍將軍府，因其接近禁宮以保護景仁。
景仁雖然養病在家，但仍與文帝有緊密聯繫，密通書信每日達十多次，文帝亦常派庾炳之往返宮中及護軍府，故朝政大事景仁都知曉，景仁鑑於當時劉義康與劉湛的集團權傾朝野，密對文帝表示這不利於社稷，文帝亦同意。元嘉十七年（440年），文帝決意翦除以劉湛為首的劉義康黨眾勢力，景仁在行事當天就整飾好衣冠，因為平日與文帝聯絡並不為人所知，又臥病多年，故左右侍從都不明白景仁用意。當晚文帝就召景仁入宮，由他決定劉湛等一眾人的處分。最終劉湛、劉斌、孔胤秀、劉敬文等人皆被收捕誅殺，劉義康亦外調江州。
義康外調後，文帝以江夏王劉義恭為司徒，任命景仁為揚州刺史，仍兼尚書僕射領吏部。可是景仁不久便病重，文帝於是召他回尚書，同年十一月二十九日（441年1月7日）去世，享年五十一歲，朝廷追贈侍中、司空，諡文成。

## 性格特徵
景仁不寫文章，但才思敏捷，口不談文義而深明道理，國典朝儀、舊章記注都曾撰錄，有識之士都看出他有當政的志向。

## 逸事
- 據說景仁接任揚州刺史後就性情大變，平時寛厚的他突然變得苛刻暴戾。他又顯得精神愰惚，曾問左右那年男婚女嫁的數目；又曾在冬天大雪天乘輿出門觀望，忽惊嚇道：「正門外怎麼有棵大樹？」接著又說：「我弄錯了嗎？」因為他上任揚州刺史後個多月就死了，有人就傳言他是被刘湛的鬼魂索命。
- 景仁出任揚州刺史後患病，文帝曾下令不許揚州路上有車聲騷擾景仁休息[8]。

## 家庭

### 父親
- 殷道裕，早亡。

### 妻
- 王氏，王謐女

### 子女
- 殷道矜，不聰明，官至太中大夫。

## 延伸阅读
[在维基数据编辑]
 《宋書·卷63》，出自沈约《宋书》
 《南史/卷27》，出自李延壽《南史》